# Bumbum Granada
"Bumbum Granada" é uma canção de Zaac e Jerry Smith, lançada em 2016 e se tornando logo um hit. Seu clipe alcançou mais de 205 milhões de visualizações no YouTube e também já esteve entre os mais executados no Spotify e no número 1 no Itunes.